# Romaria da Medianeira

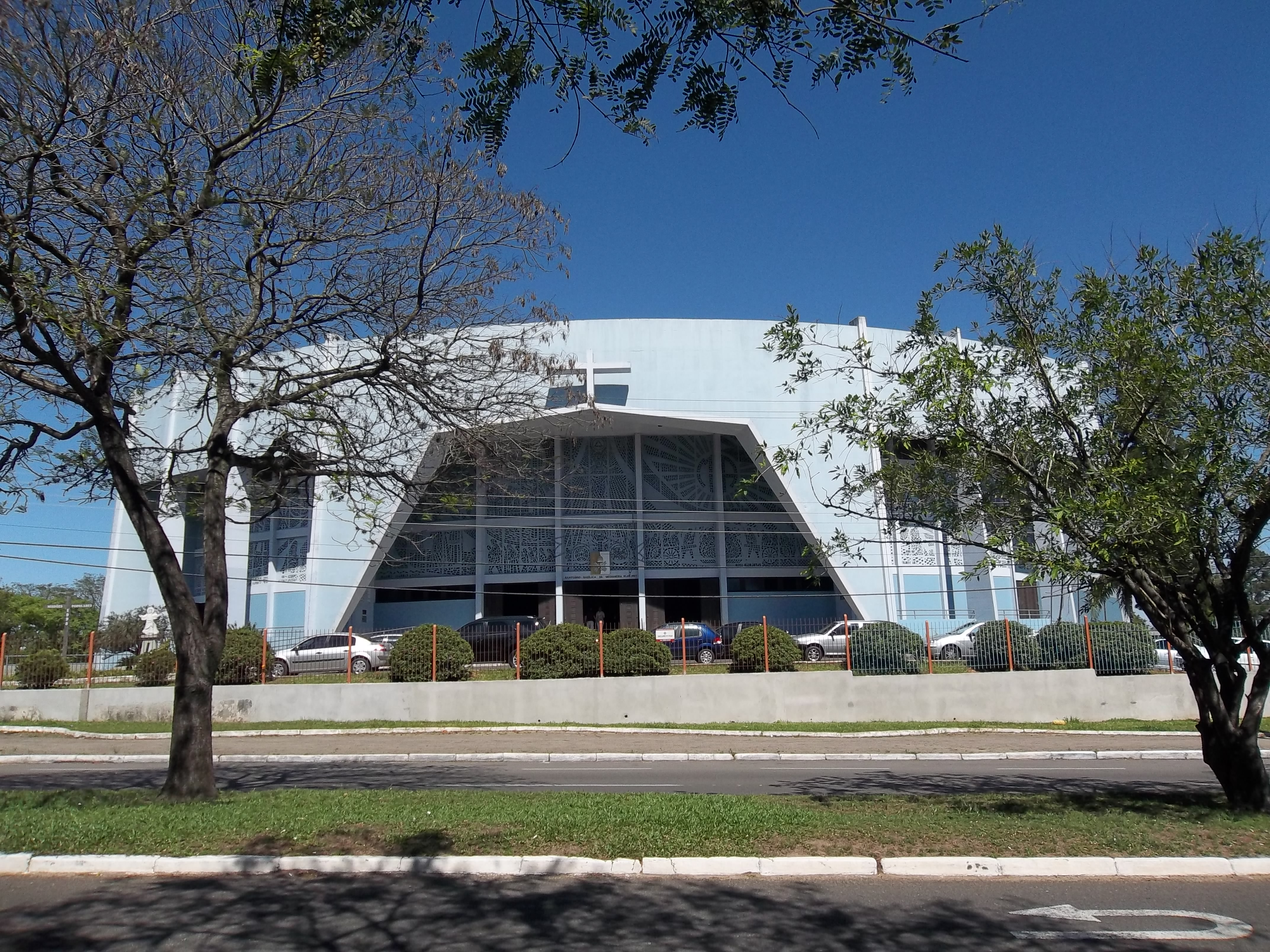
Basílica de Nossa Senhora Medianeira, onde termina a romaria

Romaria Estadual de Nossa Senhora Medianeira é uma tradicional romaria anual que ocorre na cidade de Santa Maria, no estado do Rio Grande do Sul, a primeira Festa da Medianeira tendo sido celebrada em 1930. Os fiéis percorrem um trajeto de aproximadamente três quilômetros, edições nos anos 2000 atraindo cerca de 280 mil participantes.